# Bertalan Pór

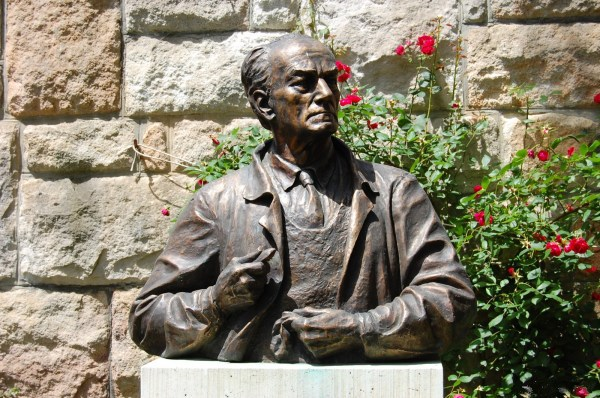
Tamás Gyenes: Bertalan Pór (1967)

Bertalan Pór (geboren 4. November 1880 in Bábaszék, Österreich-Ungarn; gestorben  29. August 1964 in Budapest) war ein ungarischer Maler.

## Leben
Pór stammte aus einer jüdischen Familie. Er erhielt seine erste künstlerische Ausbildung in Budapest an der Mintarajziskolá (Meisterzeichnerschule). Pór studierte ab 1900 in München bei Gabriel von Hackl an der Königlichen Kunstgewerbeschule. Er war auch Schüler bei Simon Hollósy in der Künstlerkolonie Nagybánya. 1906 besuchte er zusammen mit Róbert Berény in Paris die Académie Julian bei Jean-Paul Laurens und war dort auch Gast im  Salon von Gertrude Stein. Er stand unter dem künstlerischen Eindruck von  Henri Matisse, Paul Gauguin und Paul Cézanne. Ein besonderes Vorbild war für ihn Ferdinand Hodler. Mit Berény unternahm er eine Studienreise durch Italien.
Pór nahm 1908 an der ersten Ausstellung der Ungarischen Gesellschaft der Impressionisten und Naturalisten (MIÉNK) teil. Von den Fauvisten beeinflusst wurde unter seiner Mitwirkung 1907 von Róbert Berény und Lajos Tihanyi, deren Zeichenlehrer er gewesen war, sowie Dezső Czigány, Béla Czóbel, Károly Kernstok, Ödön Márffy und Dezső Orbán die Künstlergruppe Nyolcak (Die Acht) gegründet. Drei Monate vorher hatte er seine erste Einzelausstellung. Im Jahr 1914 sollten die Bilder der Acht im Wiener Künstlerhaus gezeigt werden, Berénys und Tihanyis radikal neuartige Werke wurden allerdings abgelehnt, sodass Pór mit den beiden im Wiener „Kunstsalon Brüko“ eine Gegenausstellung veranstaltete. Zur Weltausstellung 1915 in San Francisco, die unter dem Namen Panama-Pacific International Exposition lief, wurden zwar keine deutschen und österreichischen Künstler eingeladen, aber der europäische Kunstagent John Nilsen Laurvik konnte 500 Werke ungarischer Künstler einschicken, darunter waren 72 Exponate von Pór. Die Bilder wurden, nachdem die USA in den Krieg eintraten, als Feindvermögen beschlagnahmt und gelangten erst in den 1920er Jahren, unvollständig, zurück nach Ungarn. Pór wurde während des Ersten Weltkriegs eingezogen und wirkte als Kriegsmaler.
Pór unterstützte 1918 die republikanische Asternrevolution und 1919 die Ungarische Räterepublik, in der er wie Berény eine offizielle Funktion übernahm, und schuf eines der bekannten Propagandaplakate der Räterepublik Világ Proletárjai Egyesüljetek! („Proletarier aller Länder vereinigt Euch!“).  Er musste nach ihrer Niederschlagung und dem einsetzenden Weißen Terror in die Tschechoslowakei fliehen und lebte in Piešťany. Nach Ungarn konnte er erst 1948 zurückkehren. Er machte Reisen nach Frankreich, Italien und in die Sowjetunion, wo er sich 1935 sechs Monate aufhielt. Pór illustrierte auch Bücher von Gyula Illyés und Sándor Gergely.

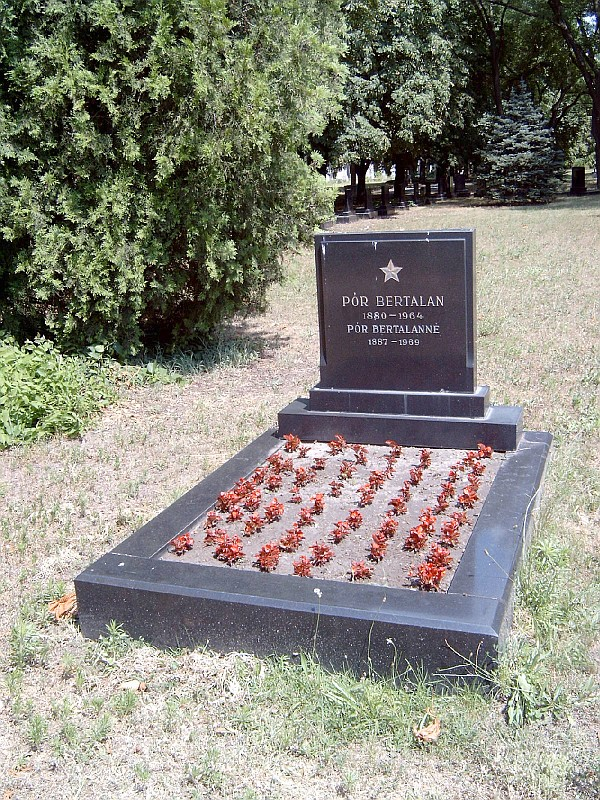
Grab von Bertalan Pór

Bei der drohenden deutschen Besetzung der Tschechoslowakei emigrierte er 1938 nach Paris, wo er auf Tihanys Neffen, den Fotografen Ervin Marton, traf. Er überlebte als Jude die Jahre der deutschen Besetzung Frankreichs. Nach der Befreiung von Paris 1944 sorgten er, Marton und György Bölöni für die Wiedererrichtung des Institut hongrois de Paris. 1948 kehrte er ins kommunistische Ungarn zurück und wurde zum Professor an die Ungarische Akademie der Bildenden Künste berufen. Sein Alterswerk der letzten fünfzehn Jahre orientierte sich am Sozialistischen Realismus. Die Reproduktion eines Stalin-Porträts wurde 1953 für einen Stalin-Nachruf Victor Sterns in die Ostberliner Monatsschrift Aufbau aufgenommen.
Pór wurde für seine künstlerischen Leistungen mit mehreren renommierten ungarischen Auszeichnungen geehrt. Er erhielt den Kossuth-Preis, eine der höchsten staatlichen Auszeichnungen Ungarns für herausragende Leistungen in Kultur und Kunst, in den Jahren 1949 und 1951. Im Jahr 1950 wurde ihm der Munkácsy-Mihály-Preis verliehen, der für bedeutende Beiträge zur bildenden Kunst vergeben wird. Zudem wurde er 1952 mit dem Titel „Verdienter Künstler der Ungarischen Volksrepublik“ (Érdemes Művész díj) und 1955 mit dem Titel „Hervorragender Künstler der Ungarischen Volksrepublik“ (Kiváló Művész díj) ausgezeichnet.
Bertalan Pór starb am 29. August 1964 im Alter von 83 Jahren in Budapest. Er wurde auf dem Friedhof Kerepesi temető bestattet.

## Ausstellungen
- 12. September bis 2. Dezember 2012: Die Acht – A Nyolcak. Ungarns Highway in die Moderne im Bank Austria Kunstforum.[9]